# František Max Kníže
František Max Kníže (també Franz Maxmilian Kniže, (Drahelčice (Praga Oest), 7 de setembre, 1784 - Praga, 23 de juliol, 1840), va ser un músic i compositor txec.

## Biografia
El seu pare era xofer a la finca de Tachlovice, que també incloïa Drahelčice, que es troba al barri de Rudná, avui als afores occidentals de Praga. Algunes fonts afirmen que era un pastor. František va rebre la seva educació musical a Praga de Václav Jan Tomášek, un important promotor de la cançó txeca, compositor i pedagog. En la seva pròpia obra, el príncep va ser influenciat per l'exemple de Carl Maria von Weber, que va dirigir l'òpera del Teatre Estates el 1813-1816. František Max Kníže es va guanyar la vida al "Stavovský Divadle" primer com a vocalista i més tard durant molts anys com a fagot i violista. El 1833 esdevingué director del cor de St. Ignasi a Praga, i des de 1834 fins a la seva mort va ser director del cor de St. Havel a Praga.

## Família i mort
Es va casar amb l'actriu principal del Teatre Estates, Terezia Brunetti, de soltera Frey (*1782 Viena, † 21.3.1864 Praga), que va tenir una filla i quatre fills Johann (*1800) del seu primer matrimoni amb l'actor Joachim (Giacomo). Brunetti († 1823) Jihlava, més tard mestre de dansa, Franz (*1809), Jindřich (* 18.3.1815), que va estudiar filosofia a Praga, i August (*5.10.1818), que esdevingué economista a Jabloneck. La filla es deia Terezie Barbora i es va convertir en cantant.
František Kníže va morir a Praga el 23 de juliol de 1840 d'una insuficiència cardíaca en un balneari de l'illa de Žofín.

## Treball
El príncep cantava i tocava bé diversos instruments musicals, el fagot, la viola i la guitarra. Es va dedicar a tocar la guitarra teòricament i pràcticament. El 1820 va escriure la primera escola txeca de tocar la guitarra. Va compondre una sèrie de composicions, exercicis i arranjaments de música operística per a aquest instrument. Amb aquestes peces es va convertir en un pioner de la guitarra txeca, i fins i tot els guitarristes d'avui amb formació clàssica coneixen la seva obra.
Les primeres cançons que va escriure el príncep van ser alemanyes. Com a compositor musical, necessitava bones lletres per a les seves cançons txeques. I no n'hi havia molts en la seva època. Al final, va trobar el seu homòleg ideal en un altre revivalista txec important, Václav Hank. Va musicar molts dels seus textos. Va publicar les seves primeres cançons txeques "Cançons de Patero per a una veu a la guitarra o pianoforte a la música presentada i dedicada al seu amic i patriota Václav Růžek" (op. 18) el 1819. La seva segona col·lecció de cançons txecs inclou la balada Břetislav, que es va tocar a les reunions de revival, es va publicar en moltes dotzenes d'edicions i finalment es va fer popular. El 1980, el quintet Spiritual va batejar el seu disc Saužení lásky després d'una cançó de la tercera i última col·lecció de cançons txecs. El disc amb dotze cançons de revival inclou quatre composicions de F. M. Knížet. L'actuació en què va tocar el quintet Spiritual va ser dirigida per Vladimír Merta.
Una altra àrea del treball de František Max Knížet va ser la música d'església. Va escriure tres misses pastorals en re, en fa i en sol, així com dues misses grans en fa i en sol i una petita missa en si. També va compondre diverses composicions eclesiàstiques més petites, ofertoris i graduals. També va escriure diverses obres didàctiques i va compondre música per a obres de teatre. El príncep va viure al centre de l'art txec de la seva època i va col·laborar amb personatges destacats. Com a músic, va participar personalment en una sèrie de grans estrenes, com El bruixot de Weber. Era un virtuós de la guitarra. Gràcies a les seves cançons txeques, va aconseguir una gran popularitat. Segons el testimoni de K. Sabina, les seves cançons eren cantades sovint pel poeta avantguardista K.H. Sogra.